# Apoteosi dei santi Faustino, Giovita, Benedetto e Scolastica
L'Apoteosi dei santi Faustino, Giovita, Benedetto e Scolastica è un affresco (1200x900 cm) di Giandomenico Tiepolo, databile al 1754-1755 e situato nel soffitto del presbiterio della chiesa dei Santi Faustino e Giovita a Brescia.
L'opera venne realizzata in sostituzione dell'originario ciclo di pitture di Lattanzio Gambara, perduto nell'incendio del coro della chiesa avvenuto nel 1743. Dopo lunghi dibattiti nel mondo della critica, si è attualmente giunti alla conclusione, sostanzialmente unanime, che l'opera non sia di sua completa invenzione e che sia stato aiutato dal padre, Giambattista Tiepolo, almeno nella pianificazione compositiva dell'opera e in alcuni accorgimenti prospettici. L'effettiva realizzazione, comunque, è da ascrivere alla sola mano di Giandomenico.
Fanno parte dell'intervento dell'autore anche due grandi affreschi sulle pareti sottostanti la volta dove è posta l'opera, il Martirio dei santi Faustino e Giovita e l'Intervento dei santi patroni in difesa di Brescia assediata da Nicolò Piccinino. L'opera si colloca fra i capolavori della prima maturità dell'autore, ormai formato nella tecnica e nello stile dopo i lavori con il padre, appena terminati, alla Residenza di Würzburg, pur con i già citati aiuti di Giambattista, che rendono pregevolissima l'efficacia compositiva dell'Apoteosi.

## Storia
Il monastero legato alla chiesa dei Santi Faustino e Giovita, dopo un lungo periodo di decadenza già cominciato nel X secolo, conosce finalmente la rinascita nel 1490, quando Papa Innocenzo VIII sancisce l'unione della comunità con la Congregazione di Santa Giustina da Padova, affidando ai monaci benedettini la gestione del monastero. Hanno immediato inizio numerosi interventi di restauro edilizio, nonché di ripristino della disciplina monastica, delle celebrazioni liturgiche e di ammodernamento della chiesa, ormai fatiscente sia per la vetustà delle architetture, sia per l'incuria delle precedenti gestioni. È in questa prima fase di ampliamento dell'edificio chiesastico che si colloca l'edificazione del nuovo coro, che trova una prima, splendida decorazione per mano di Lattanzio Gambara, il quale vi lavora tra il 1558 e il 1559. La datazione non è supportata da fonti certe ma, in ogni caso, l'opera doveva essere già completata nel 1566, quando Giorgio Vasari, in visita a Brescia, la ricorda nei suoi scritti. Il pittore, fra l'altro, lavorerà ancora per la chiesa, pochi anni più tardi, dipingendo la pala della Natività di Gesù.
Il ciclo di affreschi, di pregevolissimo valore artistico, viene purtroppo completamente distrutto nell'incendio scoppiato in chiesa la notte del 2 dicembre 1743, che annienta strutture e decorazioni del coro e del presbiterio. Nel disastro vanno perse anche numerose tele di autori locali del Seicento. I lavori di ricostruzione del coro dopo l'incendio hanno inizio probabilmente l'anno successivo, nel 1744. Dopo un lungo dibattito da parte della critica (vedi dopo), è stato ormai assodato che Giandomenico Tiepolo realizzò la sua opera tra il 1754 e il 1755, cioè dieci anni dopo l'incendio. Il lavoro affidato al pittore comprende sia la decorazione dell'intera volta al di sopra del presbiterio, dove viene posta l'Apoteosi, sia quella delle pareti, dove Giandomenico affresca il Martirio dei santi Faustino e Giovita e l'Intervento dei santi patroni in difesa di Brescia assediata da Nicolò Piccinino. Fanno infine da contorno le figure dei Padri della Chiesa nei finti pennacchi della volta e le rappresentazioni della Fede e Speranza e della Carità, rispettivamente sopra la porta d'ingresso al campanile e alla sagrestia.

## Descrizione e stile

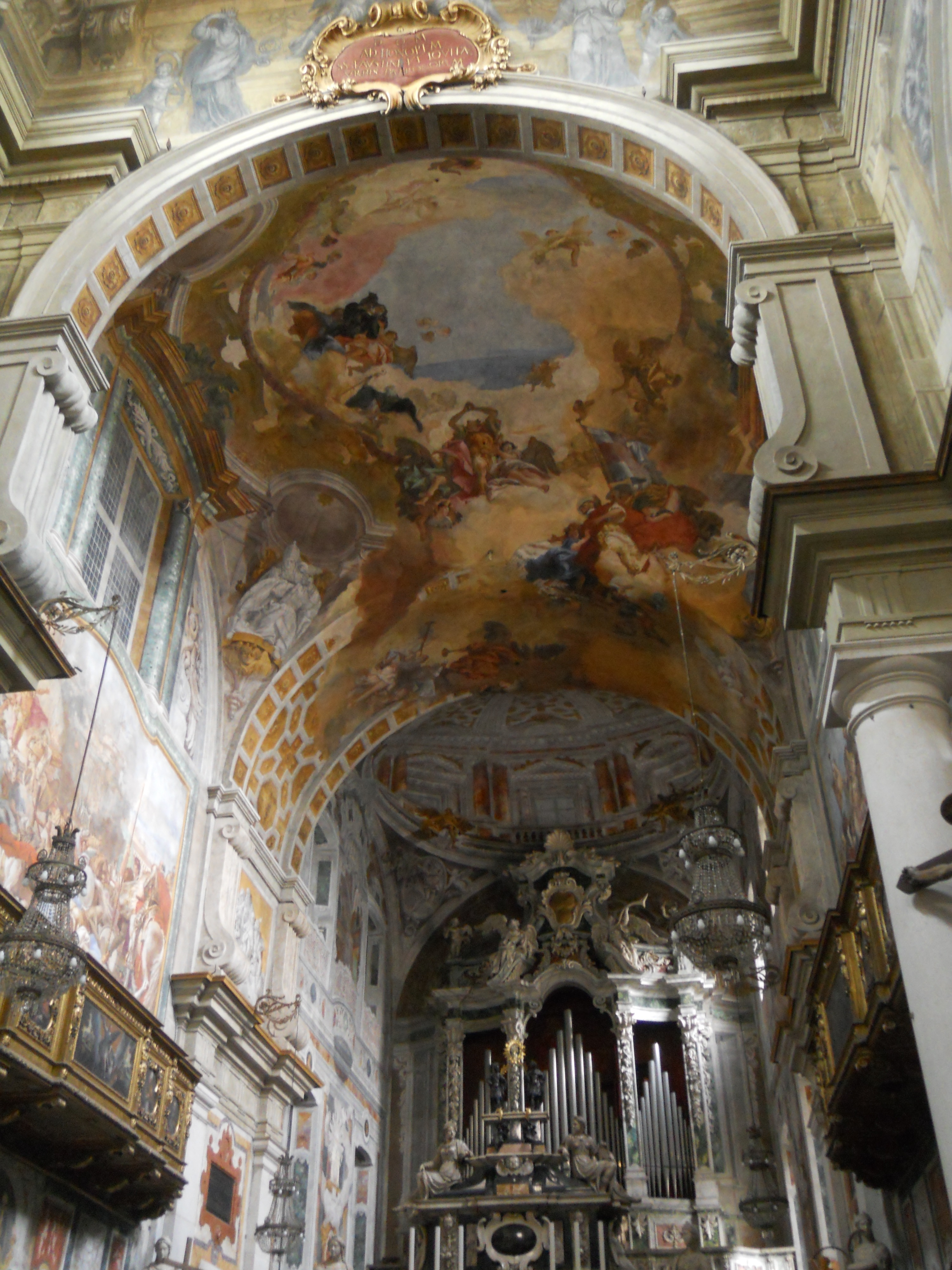
Vista dell'affresco dalla navata centrale

Nell'opera, di notevoli dimensioni, spicca innanzi tutto, per compiutezza di splendore, la decorazione del soffitto del presbiterio, ove è raffigurata la scena-perno dell'Apoteosi dei Santi Faustino, Giovita, Benedetto e Scolastica, condotti in cielo da una moltitudine di angeli. I quattro santi sono disposti lungo una linea comune che, dal basso, sale man mano verso l'alto seguendo una leggera curvatura nel tratto finale, culminando poi nei pressi del cielo, raffigurato al centro mediante uno sfondato prospettico.
Per primo si trova San Faustino, seguito da San Giovita, titolari della chiesa e patroni della città. La terza figura è San Benedetto, mentre Santa Scolastica chiude la sequenza. Ogni santo è condotto al cielo da un intrico di angeli, nuvole e stendardi, ben evidenti attorno San Faustino, più labili man mano si sale, mentre altri gruppi di angeli volano sparsi attorno alla scena. La figurazione, anziché essere risolta nel finto sfondato prospettivo della volta a vela di copertura, dove è posto il cielo, fuoriesce mediante una sapiente e ben organizzata soluzione, dove le nuvole del cielo, sulle quali volteggiano gli angeli, "coprono" con abile illusione prospettica un'estesa area della finta architettura circostante, cioè il cassettonato dell'intradosso dell'arcone che sostiene la volta, parte della trabeazione e delle cimase che fanno da coronamento perimetrale allo sfondato prospettico centrale e anche una delle statue, finte a loro volta, che decorano i pennacchi.
A contorno della scena centrale sono appunto queste prime decorazioni perimetrali e le quattro finte statue, in cui sono rappresentati a monocromo i quattro Padri della Chiesa Latina: San Gregorio Magno, Sant'Agostino, Sant'Ambrogio e San Girolamo. La figura di quest'ultimo è quella coperta dalla "nuvola" che discende dal centro della volta ed è riconoscibile solamente attraverso il leone, simbolo del santo, che si intravede alla base del piedistallo fittizio.
Alle pareti sottostanti è invece posta l'altra metà dell'opera, con i due grandi affreschi del Martirio dei santi Faustino e Giovita e l'Intervento dei santi patroni in difesa di Brescia assediata da Nicolò Piccinino, rispettivamente a destra e a sinistra: nel primo è raffigurato l'episodio del martirio dei due titolari della chiesa, i Santi Faustino e Giovita, patroni di Brescia, mentre nel secondo è rappresentato il mitico episodio dell'apparizione dei due santi sugli spalti della città durante l'assedio del 1438, apparizione che mise in fuga le truppe del Piccinino ponendo fine all'assedio. I due grandi affreschi sono completati dalle due sottostanti cantorie lignee, recanti altre figurazioni, ma di diversi autori. Infine, verso il coro, si trovano altri due affreschi di Giandomenico: la Fede e Speranza a destra, sopra l'ingresso al campanile, e la Carità a sinistra, sopra la porta della sagrestia. Sono entrambi monocrome su fondo giallo, anche in questo caso finti gruppi scultorei.

## Problemi di critica
In particolare nel corso del Novecento, nel mondo della critica artistica è nato e si è sviluppato un fitto dibattito circa la datazione dell'opera e, soprattutto, riguardo alla corretta attribuzione degli affreschi, difficilmente ascrivibili alla sola mano di Giandomenico. I numerosi studi succedutisi fino all'ultimo decennio del secolo hanno portato alla conclusione, oggi pressoché unanime, che numerose idee di fondo, così come accorgimenti prospettici e compositivi, siano da ricondurre al padre Giambattista Tiepolo, mentre la pura esecuzione dell'opera sia senza dubbio di Giandomenico. Il problema della datazione, invece, è stato risolto con maggiore sicurezza dopo la scoperta di alcuni documenti che indicavano con chiarezza il periodo di esecuzione dei dipinti.

### La questione cronologica
La critica secolare ha sempre dimostrato differenti opinioni circa la datazione dell'opera, soprattutto per chiarire se l'Apoteosi fosse frutto del Tiepolo giovanile o alla prima maturità. L'opera doveva già essere sicuramente completa nel 1760, visto che è menzionata nella guida della città, pubblicata in quell'anno, di Luigi Chizzola e Giovanni Battista Carboni: "l'antica volta del coro era anticamente dipinta da Lattanzio Gambara, ma renduta poi intieramente guasta da un incendio [...] è stata rifabbricata e di nuovo dipinta, con l'architettura di Girolamo Mingozzi detto il Colonna e le Figure di Gio. Domenico Tiepolo". Molte sono state dunque le ipotesi di collocazione dell'opera entro questi sedici anni: Emma Calabi propose, senza giustificazioni critiche, la data del 1745, poi riproposta da Max Göring, mentre Antonio Morassi la sposta leggermente più avanti, "a poco dopo il '46". Rodolfo Pallucchini riteneva invece che l'esecuzione "fosse da ritardare di qualche anno".
Il problema cronologico viene definitivamente sciolto da Camillo Boselli, che nel suo studio al riguardo rifiuta innanzi tutto l'ipotesi della Calabi, riproposta poi dal Göring, poiché riteneva poco probabile che una città e un ordine religioso ricchi e potenti come Brescia e i Benedettini potessero aver affidato ad un pittore men che ventenne (era nato nel 1727) e poco noto, anche se figlio del grande Giambattista, la decorazione della chiesa patronale della città. In secondo luogo, evidenzia come l'opera non sia assolutamente affiancabile ad altri lavori del pittore da collocare con sicurezza in un periodo addirittura posteriore, dove l'indipendenza e la padronanza di stili e forme, già riscontrabile nell'affresco di San Faustino, è invece ancora assente.
Un attento esame delle due redazioni della guida di Brescia di Francesco Maccarinelli, Le Glorie di Brescia, una del 1747 e una del 1751, aveva infatti portato il Boselli alla scoperta di due cartigli aggiunti dal redattore in un secondo momento e recanti la notizia del compimento degli affreschi nel presbiterio della chiesa, fissandone l'esecuzione al biennio 1754-1755. Chiarito quindi una volta per tutte il periodo di realizzazione, perse spessore il discorso di chi sottolineava questa decorazione in San Faustino come un'importante primizia della mano di Giandomenico Tiepolo, da collocarsi ancor prima della Via Crucis dipinta nel 1747 per la chiesa di San Polo a Venezia. Di conseguenza, l'opera in San Faustino viene a collocarsi in un momento molto intenso dell'arte di Giandomenico, appena rientrato da Würzburg dove aveva ottenuto una forte formazione lavorando assieme al padre nella Residenz.

### Problemi di attribuzione

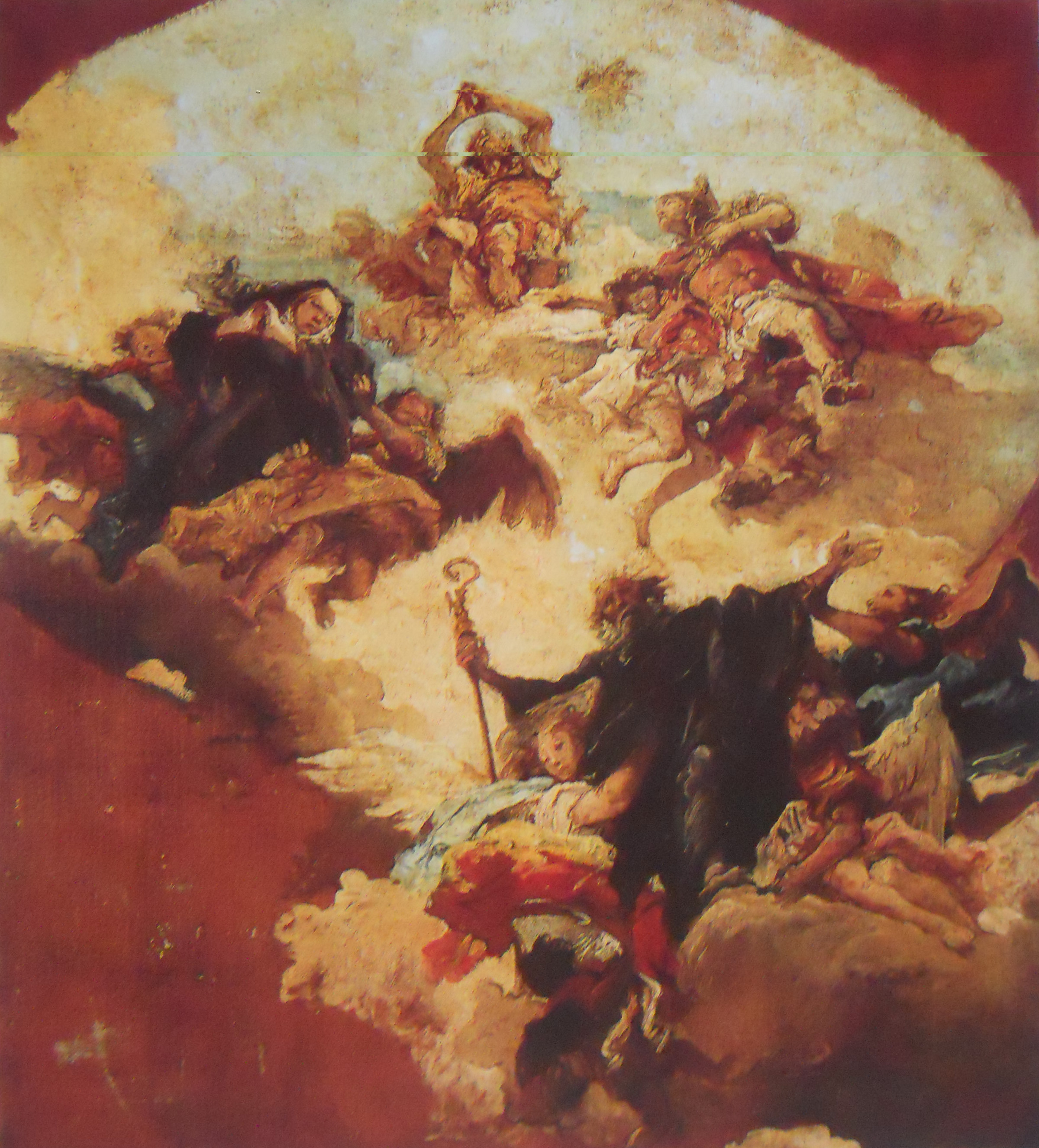
Il modelletto di Giambattista Tiepolo che ha permesso di ricondurre l'idea di fondo dell'opera di Giandomenico alla mano del padre

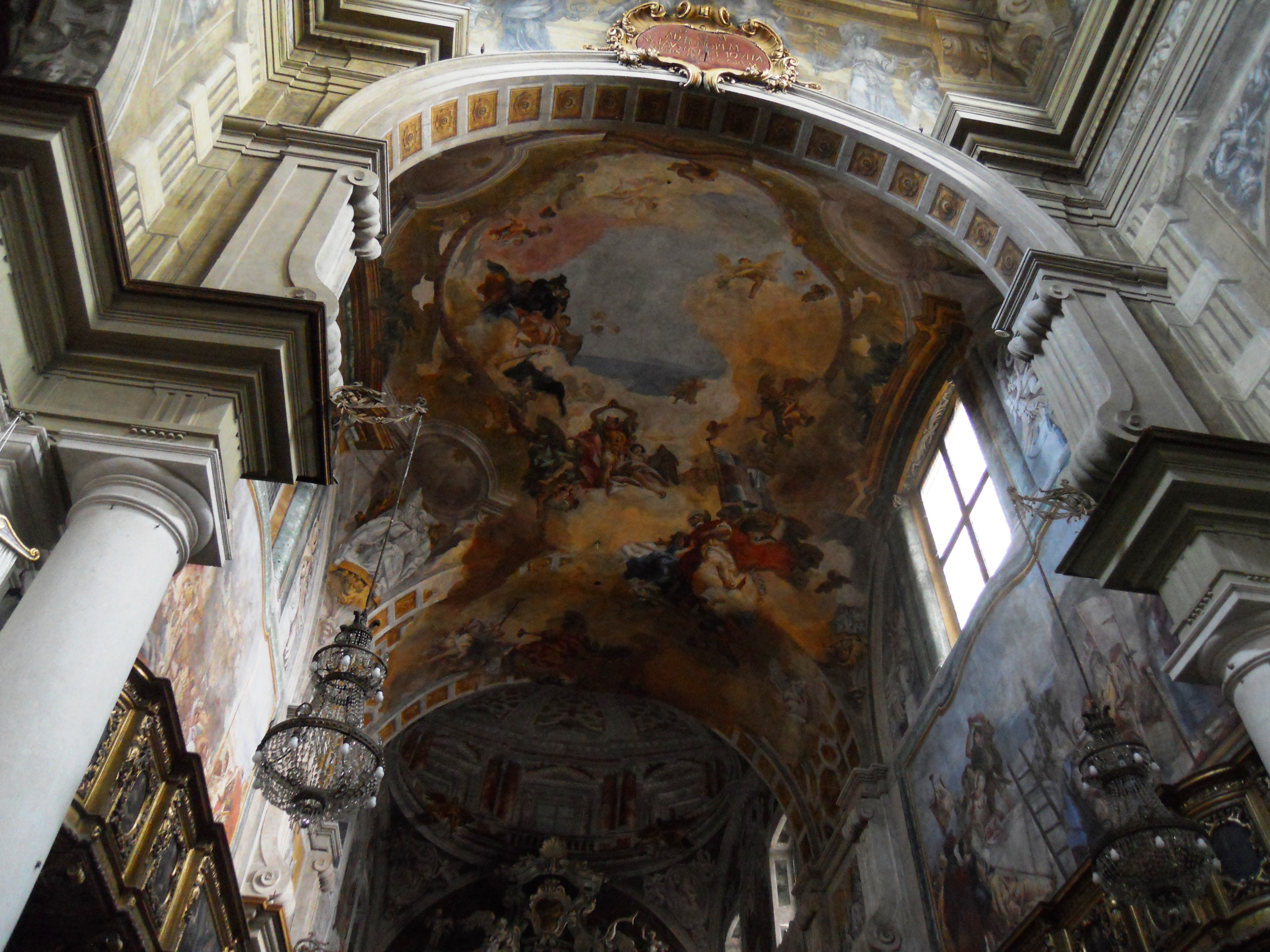
Altra vista dell'affresco

Mentre la questione sembrava aver trovato una sistemazione cronologica e critica, presso gli studiosi sorsero i primi dubbi anche sulla completa autografia del ciclo e sul progetto iconografico.
Il primo a porsi l'interrogativo se gli affreschi di San Faustino provengano dalla mano di Giandomenico o non piuttosto del padre è Alberto Riccoboni in uno studio del 1961, già comunque sull'onda di altri studiosi precedenti che, esaminando modelletti e disegni sparsi in musei e collezioni private, avevano ipotizzato quantomeno spunti e suggerimenti di Giambattista in soccorso del figlio. Infatti, la scena del Martirio dei santi Faustino e Giovita affrescata sulla parete destra del presbiterio, per la quale non si sono mai manifestate discrepanze attributive fra i critici, tutti concordi nell'assegnare l'opera alla mano di Giandomenico, è caratterizzata da un tenore molto differente rispetto a quello riscontrabile nell'Apoteosi ed è solitamente vista molto slegata, priva di vibrazioni drammatiche.
Anche il modelletto dell'opera, attualmente in collezione privata a Bergamo, è stato detto di fattura piuttosto mediocre, mentre Eduard Sack lo riteneva eseguito sotto la direzione del padre. Restauri condotti nella seconda metà del Novecento, comunque, hanno portato alla luce colori e grafia più prossimi allo stile di Giambattista. Se, pertanto, il modelletto fosse suo, si dovrebbe concludere che, anche in questa scena di non egregia esecuzione, il figlio abbia comunque fatto ricorso alle risorse paterne per l'impostazione di fondo.
A un livello un poco superiore si pone l'Intervento dei santi patroni in difesa di Brescia assediata da Nicolò Piccinino, affrescato sulla parete opposta, ma anche in questo caso il giudizio degli studiosi è esitante: "siamo nel campo di una narrativa che non riesce a raggiungere il tono dell'epica" annota Riccoboni, mentre Pompeo Molmenti scrive che l'opera "rivela, fra molte scorrettezze e inesperienze di forma, la grande giovinezza dell'artista". Anche per questo dipinto ci è pervenuto il modelletto, oggi alla Pinacoteca di Brera, di oscillante assegnazione. Il Morassi lo giudicava una prima idea del Tiepolo padre proprio per questo affresco in San Faustino, la cui esecuzione assegnava a Giandomenico, il quale avrebbe però alterato radicalmente l'originale composizione paterna conservando solo alcuni particolari. La critica contemporanea, comunque, sulla base dello stile e sulla grafia del disegno, è concorde nell'attribuire il modelletto a Giandomenico.
Alla luce di tutte queste considerazioni, il Riccoboni si domandava come un artista ancora così palesemente immaturo avesse potuto dipingere la volta del coro "con quella stupenda distribuzione compositiva, con quell'infallibile capacità di dominare gli spazi, con quella stupefacente maestria nel formare i raggruppamenti di figure e scorciarle, con quell'eccezionale senso del ritmo, dell'orchestrazione pittorica e della prospettiva aerea". Effettivamente, è lecito sospettare che un linguaggio poeticamente così vicino ai modi di Giambattista non sia soltanto frutto di un persistente ricordo nel figlio, oltretutto se si tiene conto del parere della critica, appena esposto, circa i due affreschi laterali, che sono assolutamente coevi e ascrivibili a Giandomenico.
Nel 1951, Max Hermann von Freeden rende nota per primo l'esistenza di un modelletto per l'Apoteosi, oggi conservato alla Kunsthalle di Brema, attribuito con sicurezza alla mano di Giambattista, da aggiungere ad altri studi preparatori della scena realizzati invece dalla mano del figlio. Nel modelletto di Brema, l'apoteosi dei quattro santi appare racchiusa entro lo schema tradizionale del rombo e presenta i santi Benedetto e Scolastica più bassi nella prospettiva ascensionale del cielo, perciò più evidenti e corposi, mentre Faustino e Giovita sono posti più in alto. L'esito ottenuto nella traduzione in affresco mostra innovazioni tali sul piano strutturale da costituire uno straordinario salto di qualità, che non pare si possano addebitare agli appunti dei committenti, i quali al massimo potrebbero aver suggerito di invertire l'ordine dei santi, portando più in evidenza San Faustino e San Giovita, titolari della chiesa, lasciando San Benedetto e Santa Scolastica in alto nel cielo.
Citando Pier Virgilio Begni Redona: "appare invece frutto di un profondo ripensamento o, meglio, di una rinnovata ispirazione in termini di assoluta libertà di schemi a vantaggio di soluzioni di pura fantasia, l'abolizione di ogni concetto di simmetria ancora presente nel modelletto di Brema, dal momento che i quattro gruppi comprendenti ciascun santo in trionfo, intrecciato con angeli, nubi e stendardi, appaiono ora su un'unica linea di fuga, liberando in tal modo il cielo ad una visione infinita". La proposta del Riccoboni di ascrivere alla mano del solo Giambattista l'affresco dell'Apoteosi non fu però accolta negli studi successivi.
La soluzione definitiva a questo annoso problema, accolta ancora oggi, viene da parte di Adriano Mariuz, nel suo studio del 1971 su Giandomenico Tiepolo: il critico sottolinea sì che l'intonazione cromatica del grande affresco di San Faustino non è così pallida e acidula come le due pitture laterali e che il concetto spaziale dell'Apoteosi ha una strutturazione non riscontrabile in altre opere dell'autore, ma ritiene che la mano del Tiepolo figlio si riveli comunque con chiarezza "nell'insistenza con cui il segno scontorna le immagini, articolandosi a scatti, nello squadernarsi in superfici corrugate: vi si avverte la pignoleria artigiana di chi lavora con l'occhio accanto al cartone". Come già aveva osservato il Morassi, anche il Mariuz, sostanzialmente, vede nel Giandomenico di San Faustino un alter ego del padre, come lo era stato poco prima a Würzburg, attribuendo in definitiva l'invenzione generale dell'opera a Giambattista, come testimonierebbe il modelletto di Brema, il quale però avrebbe anche fornito al figlio, per quest'opera che richiedeva una perfetta conoscenza della prospettiva di sott'in su, cartoni dettagliati per l'esecuzione delle singole figure, che Giandomenico si sarebbe limitato a riprodurre. Quest'opera, inoltre, segnerebbe anche l'esaurirsi della dipendenza del figlio dal padre: citando nuovamente Redona, "dopo il 1755, Giandomenico, cosciente della posizione limite dell'arte del padre, indotto ad emulare quel mondo sublime, vivo solo in virtù di uno stile propriamente inimitabile, non può riproporlo altro che sotto forma appunto di citazione e di ricalco".

## Dettagli

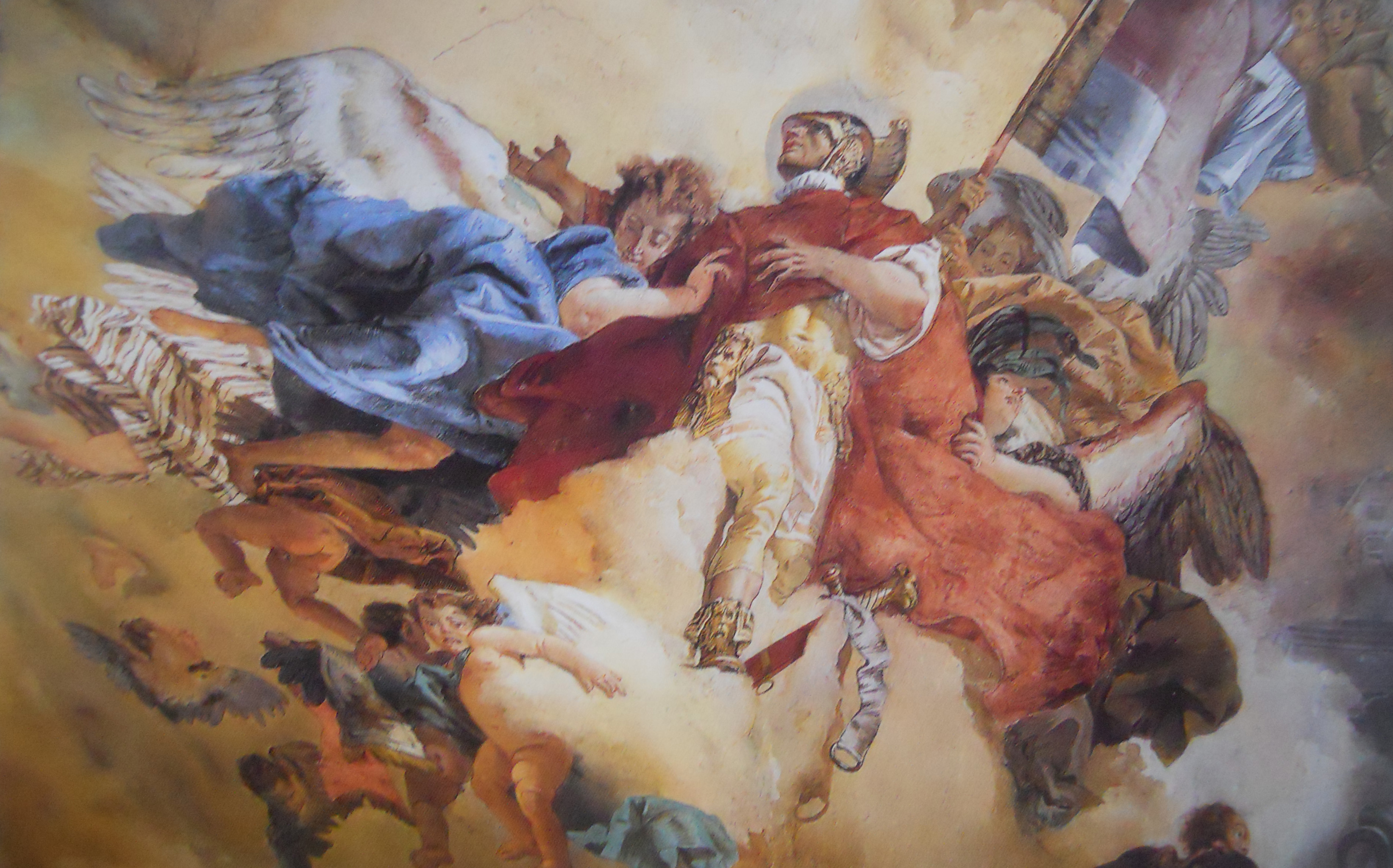
San Faustino
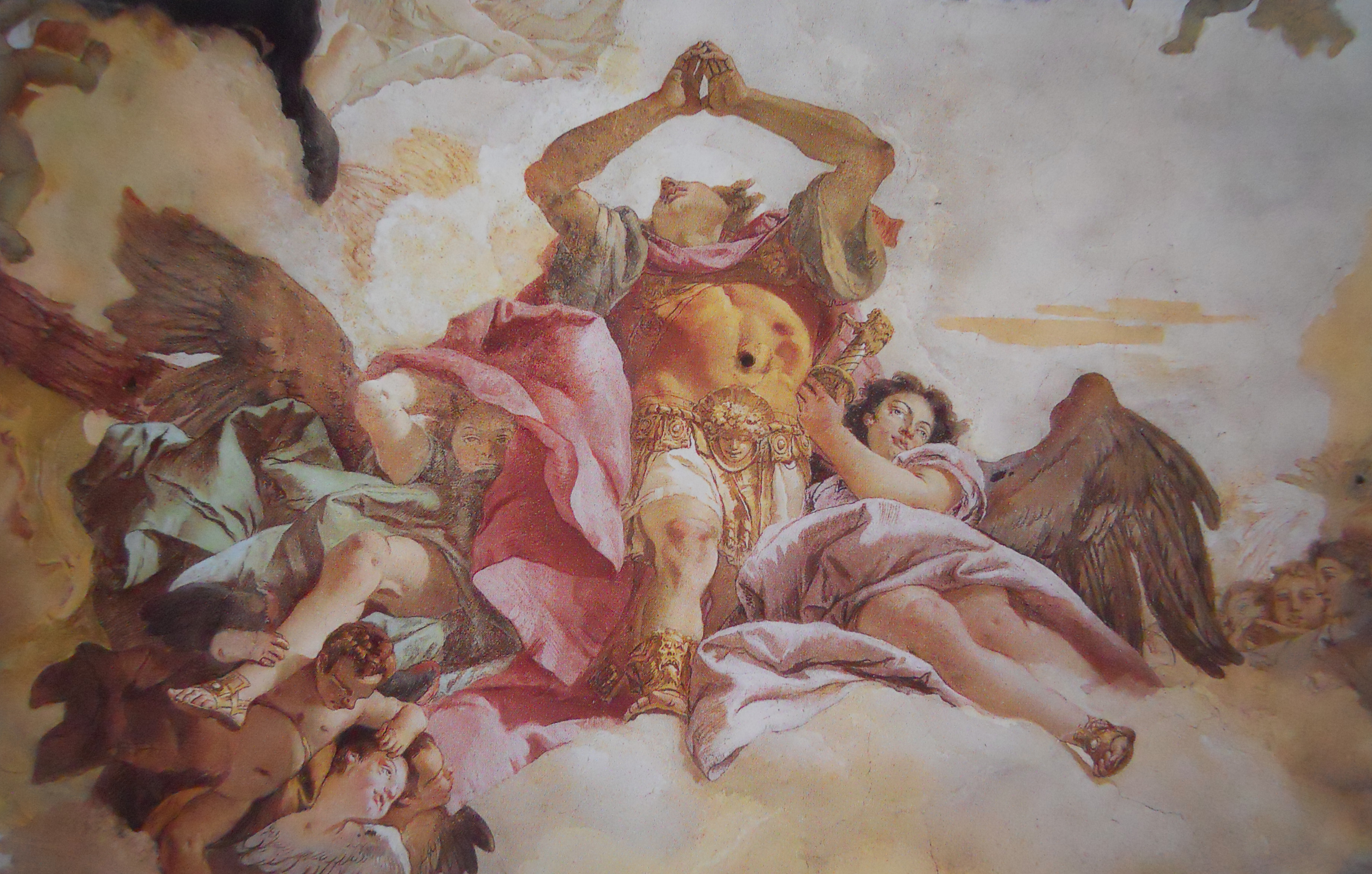
San Giovita
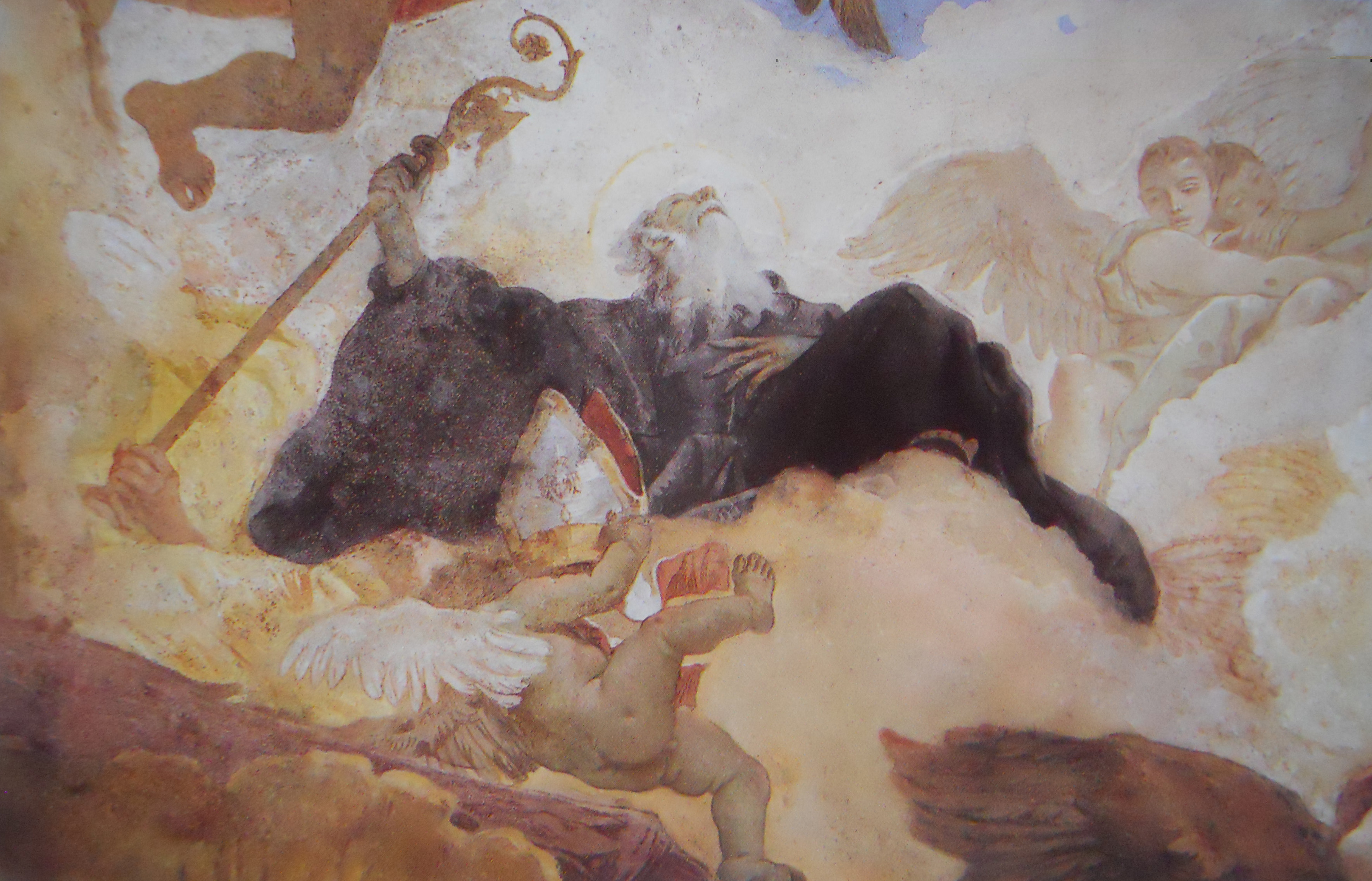
San Benedetto
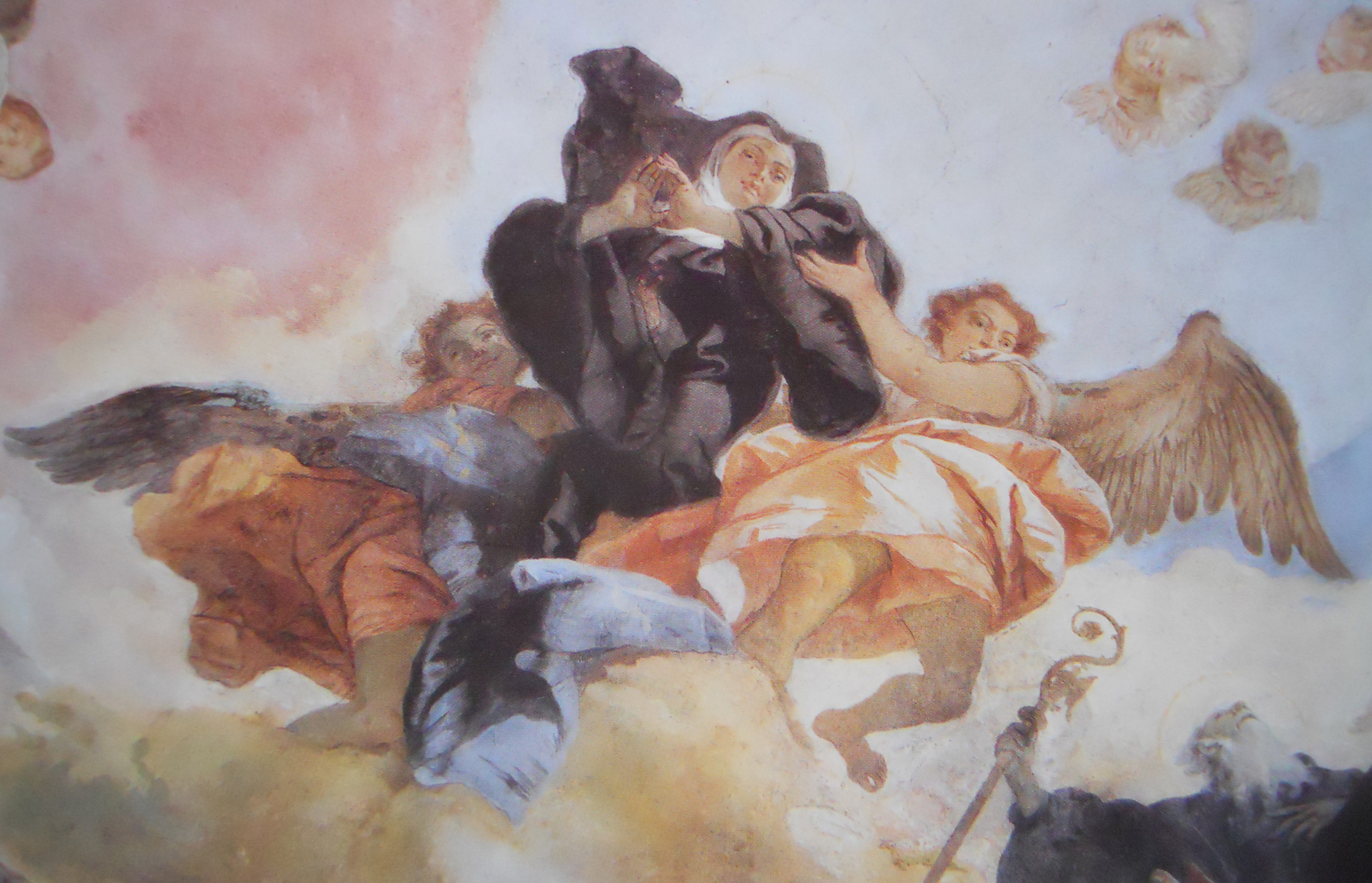
Santa Scolastica
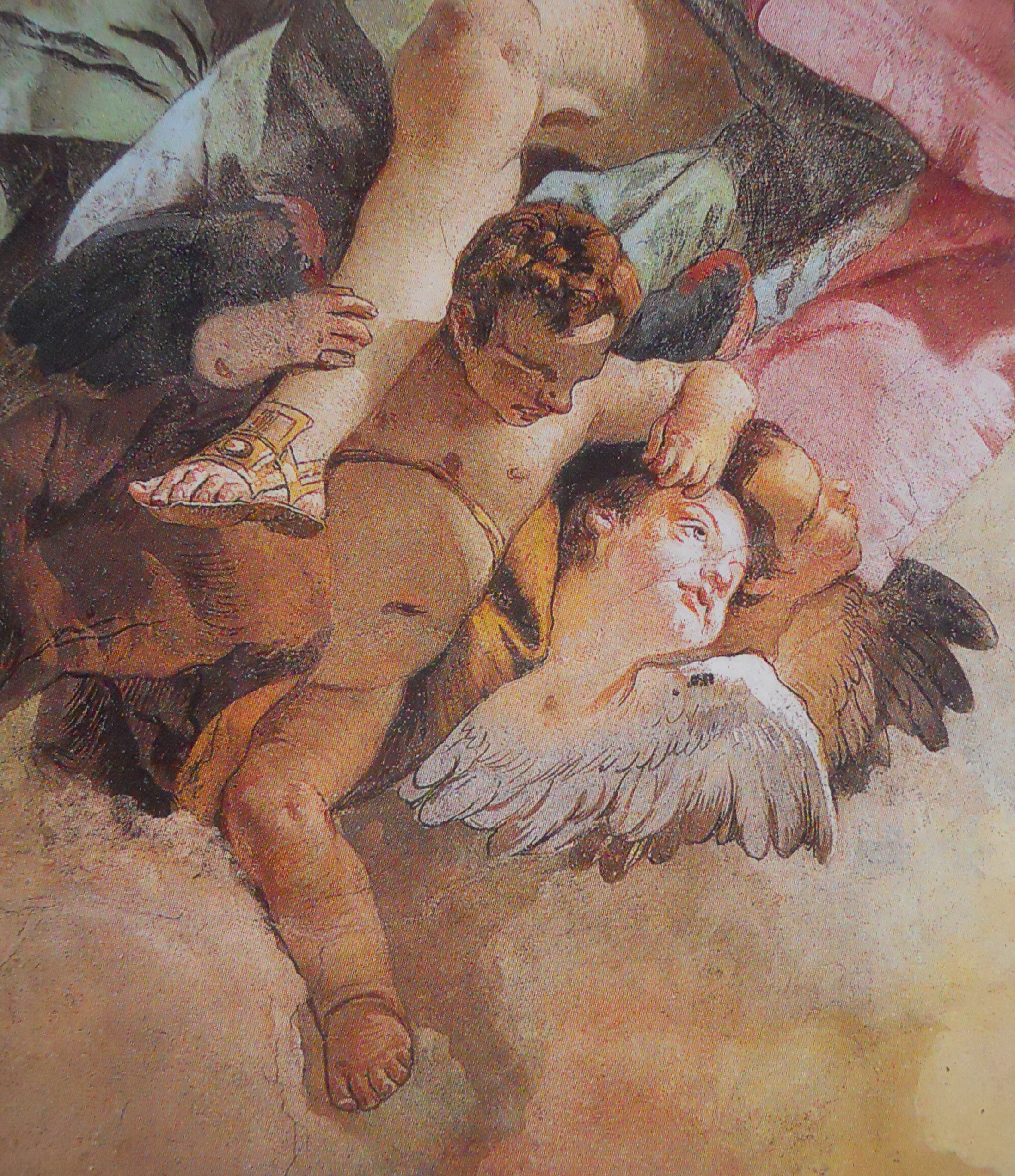
Angelo del gruppo di San Giovita
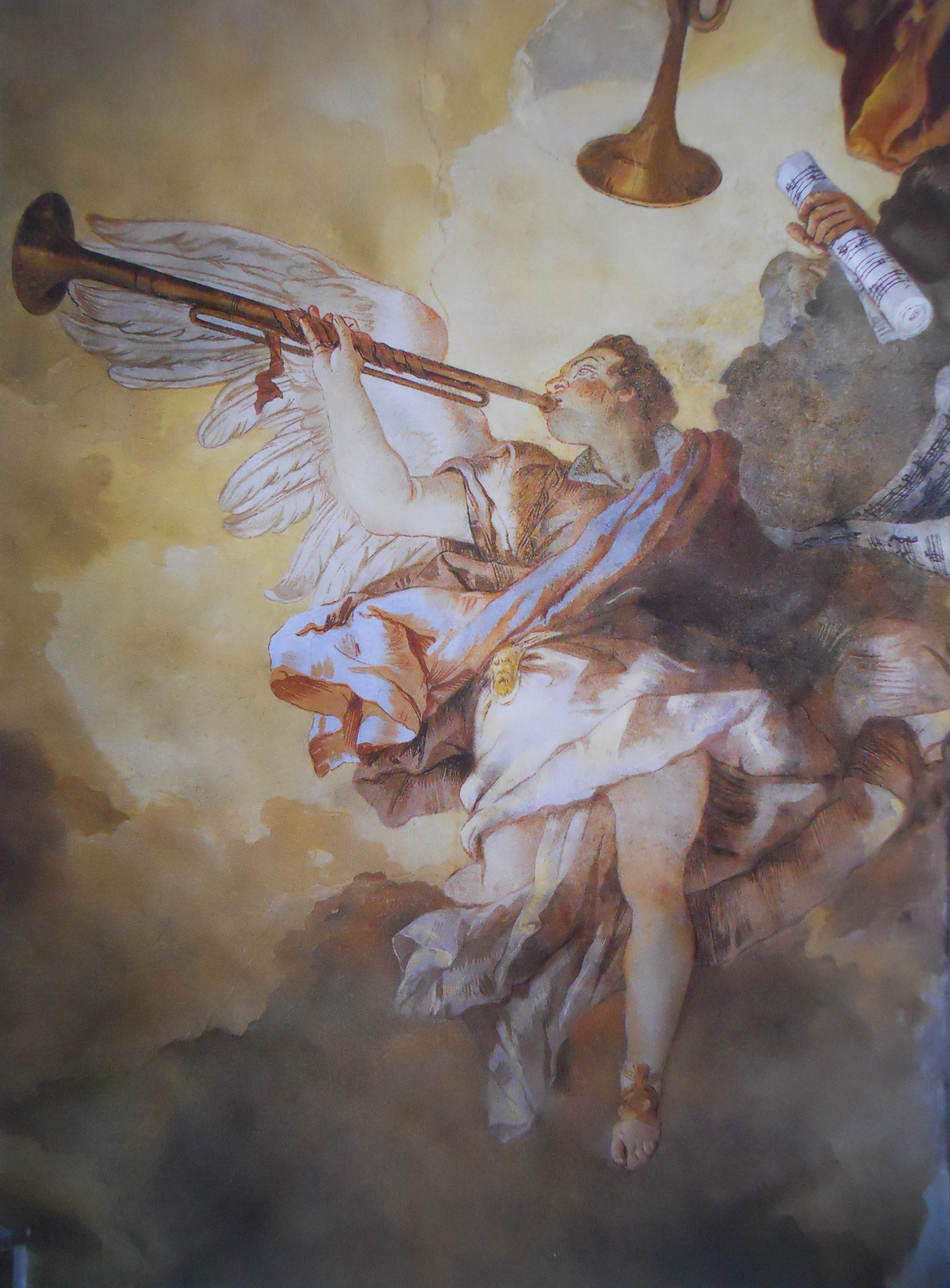
Angelo con tromba
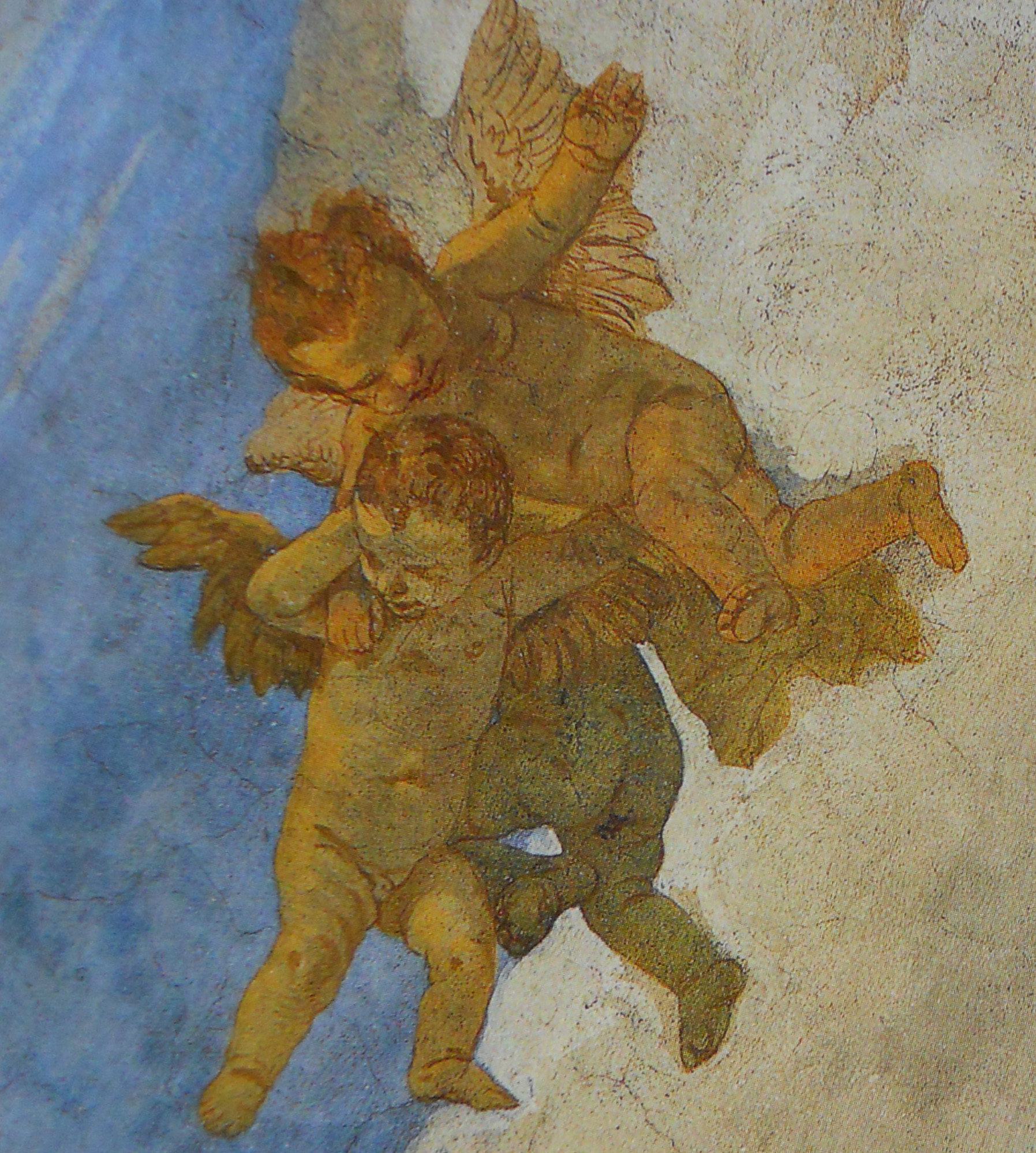
Angeli
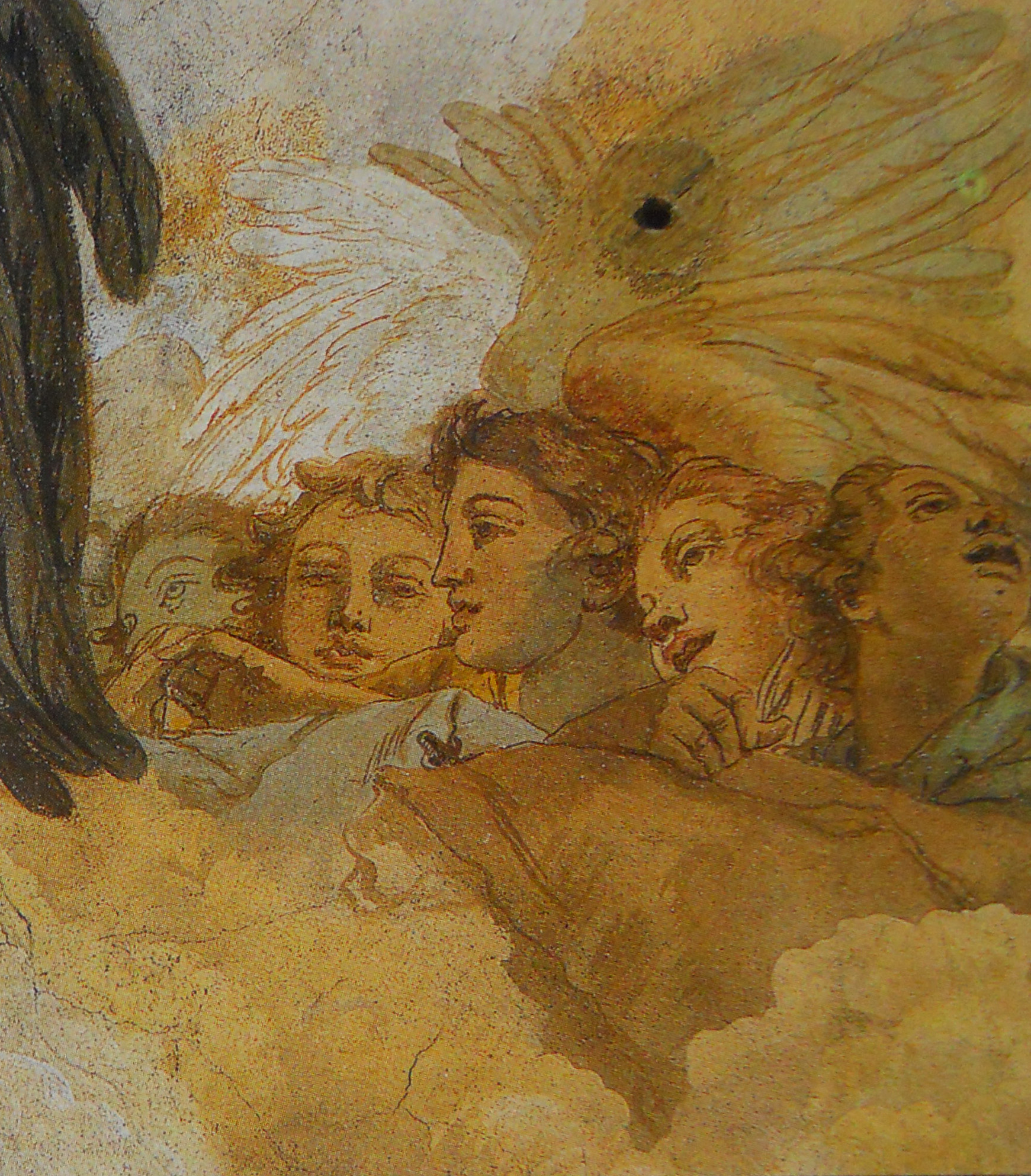
Angeli
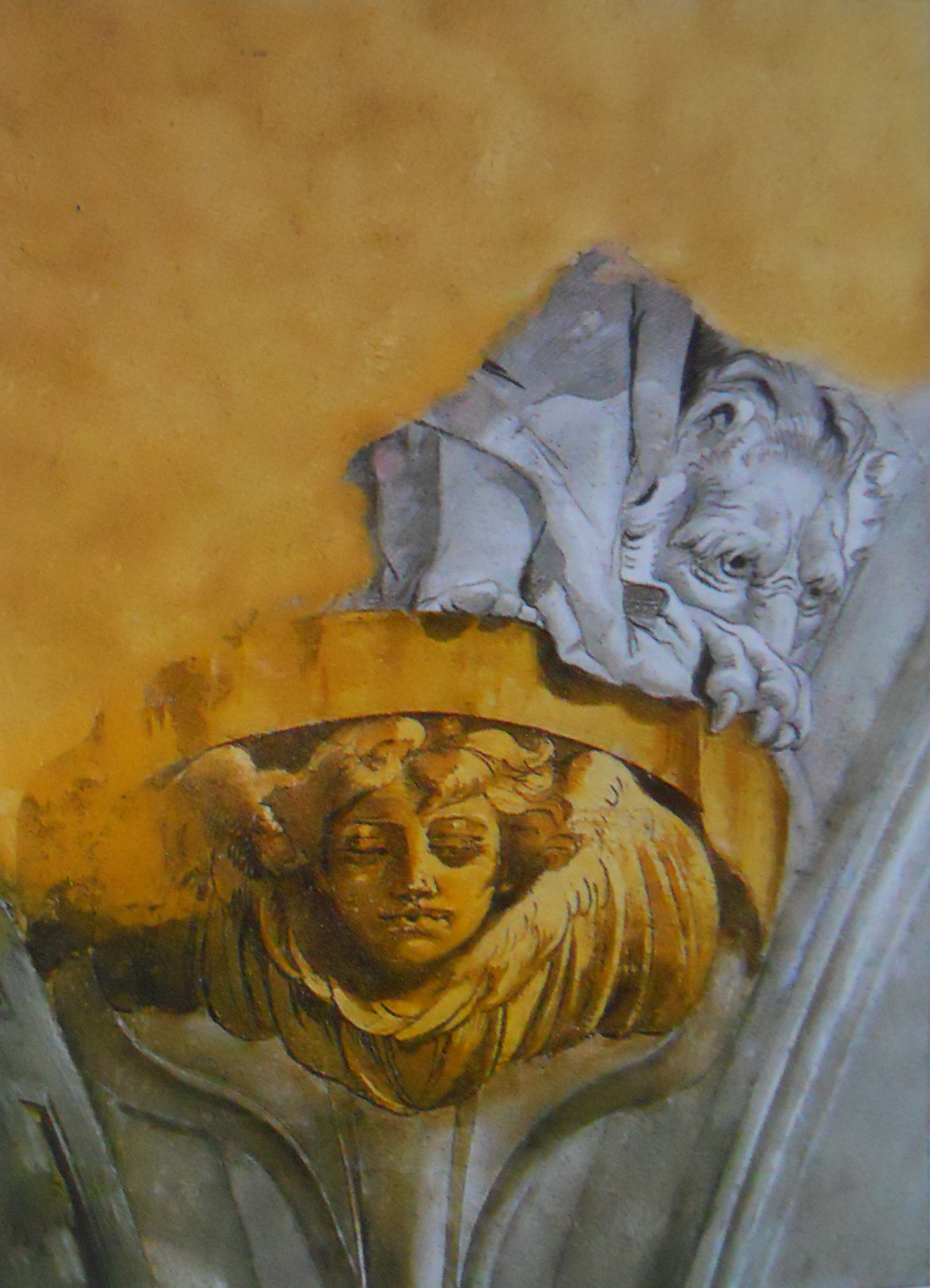
Il leone di San Girolamo: il santo è coperto dalla nuvola
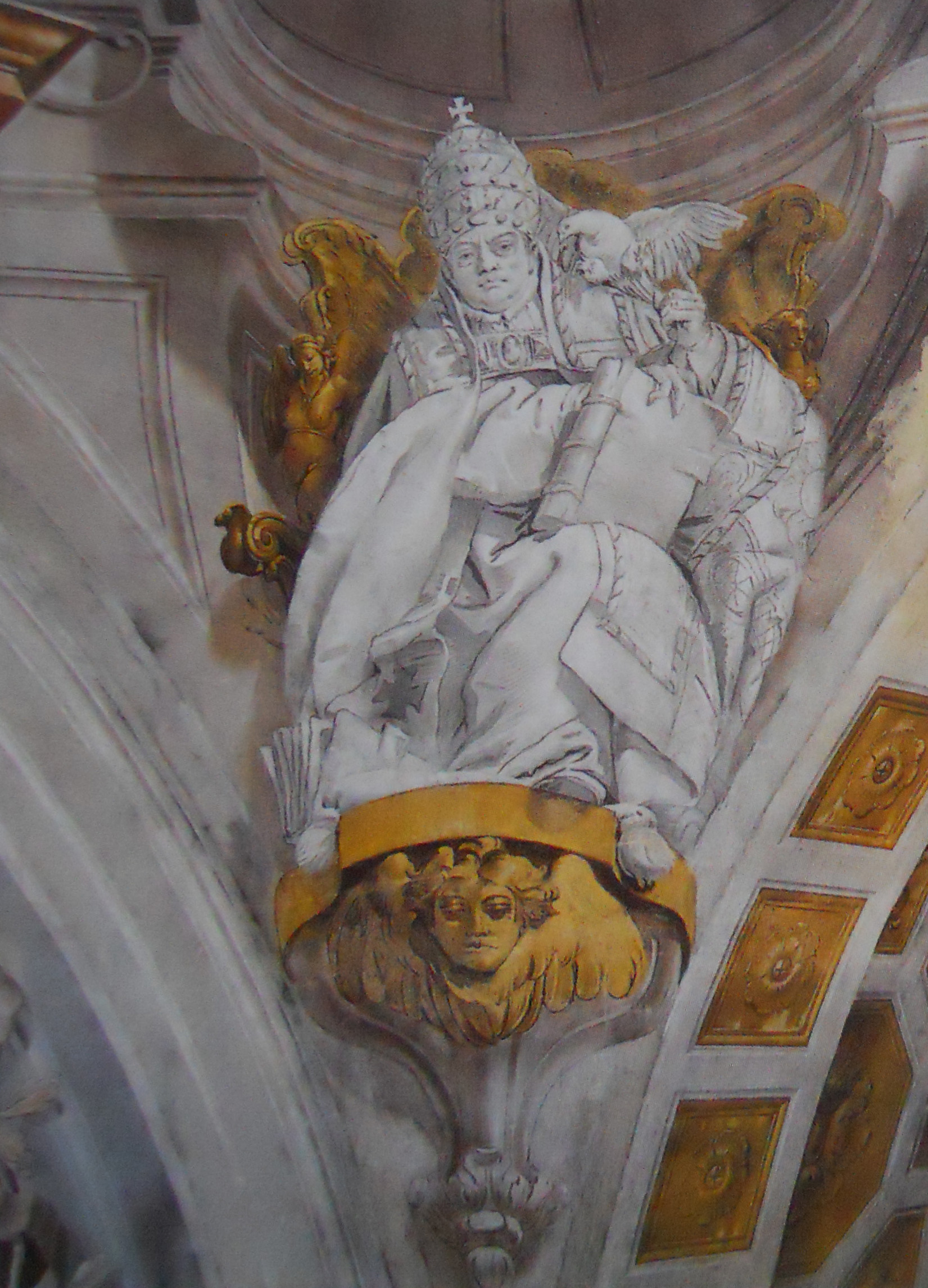
San Gregorio Magno
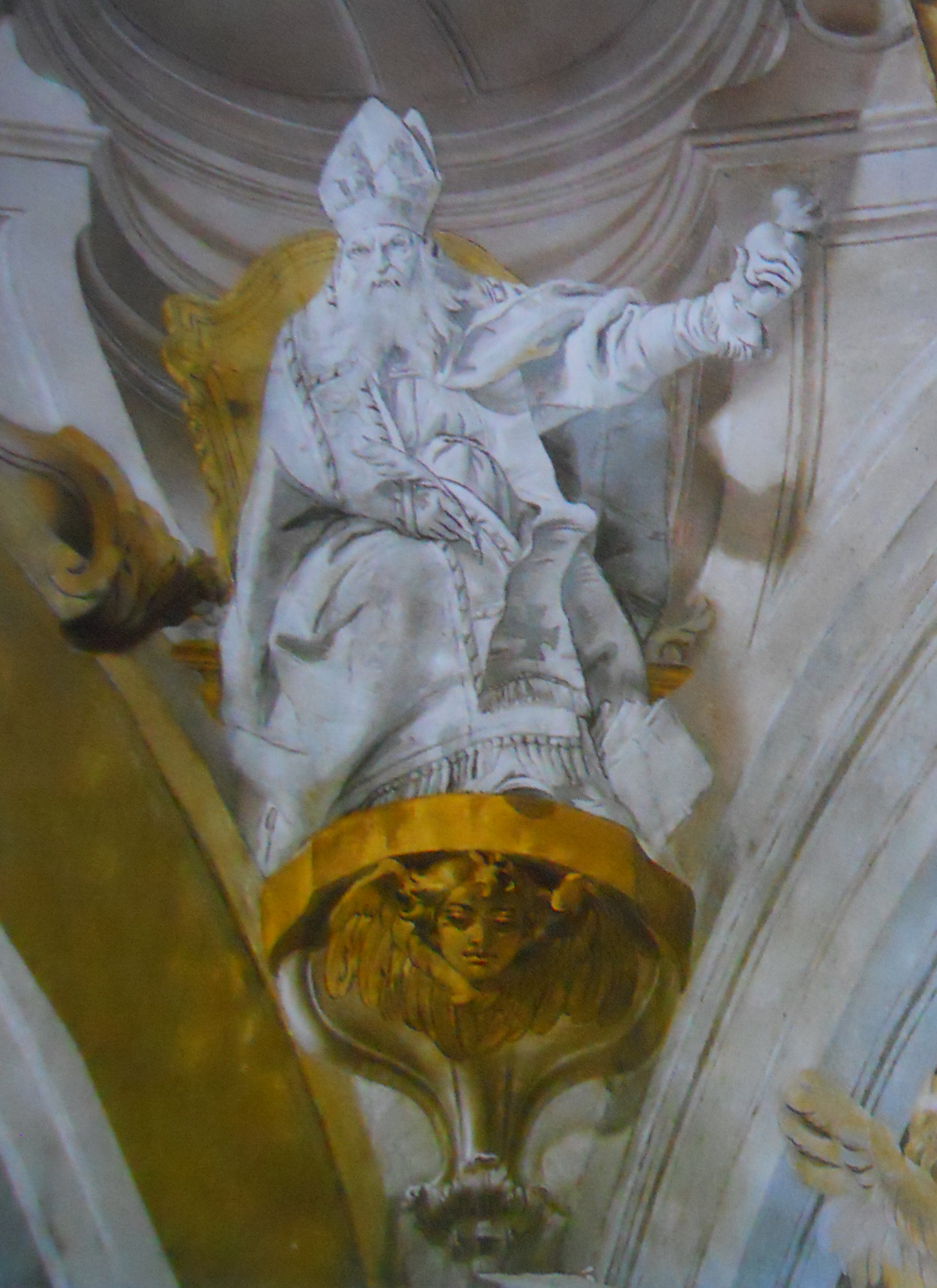
Sant'Agostino
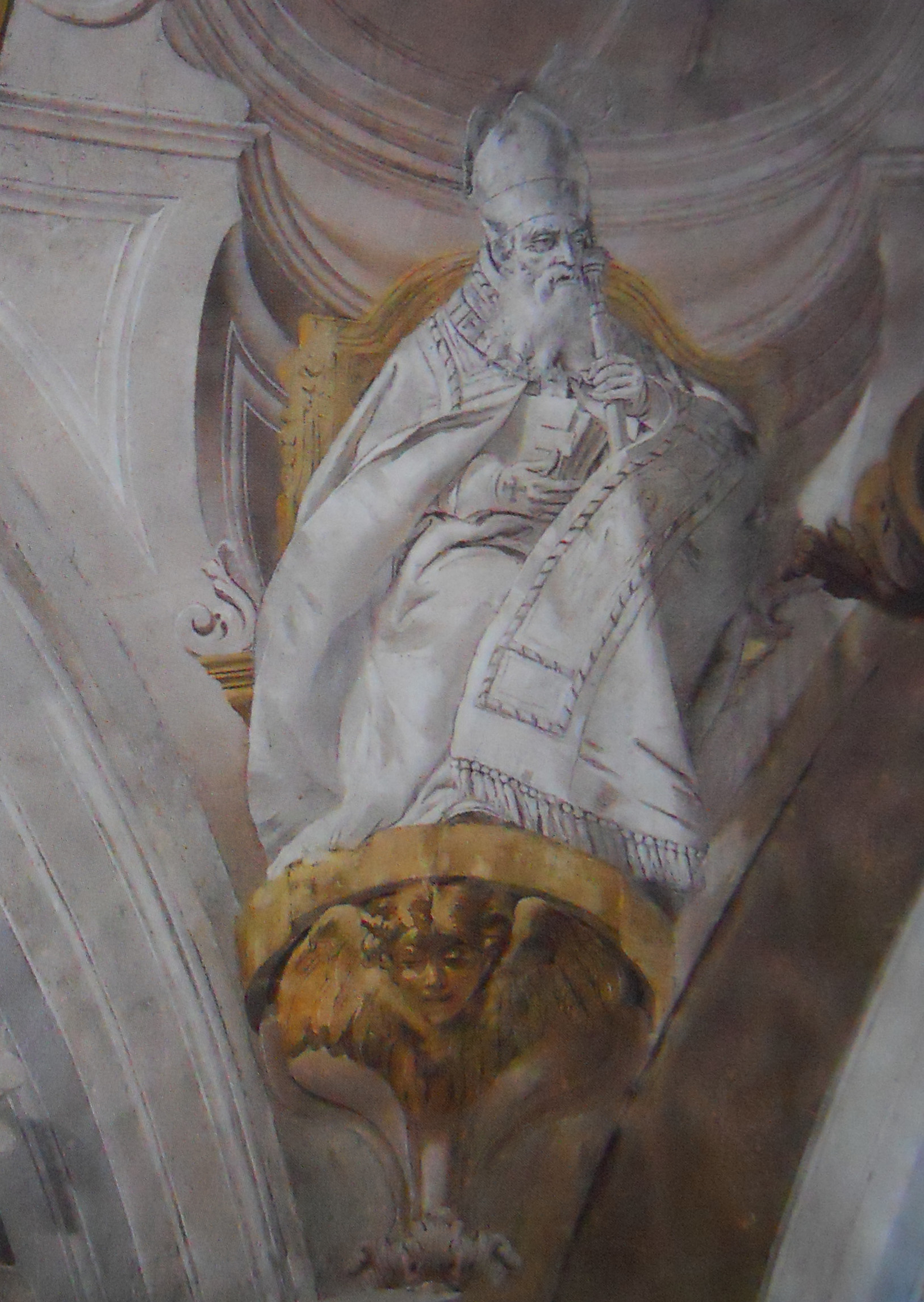
Sant'Ambrogio
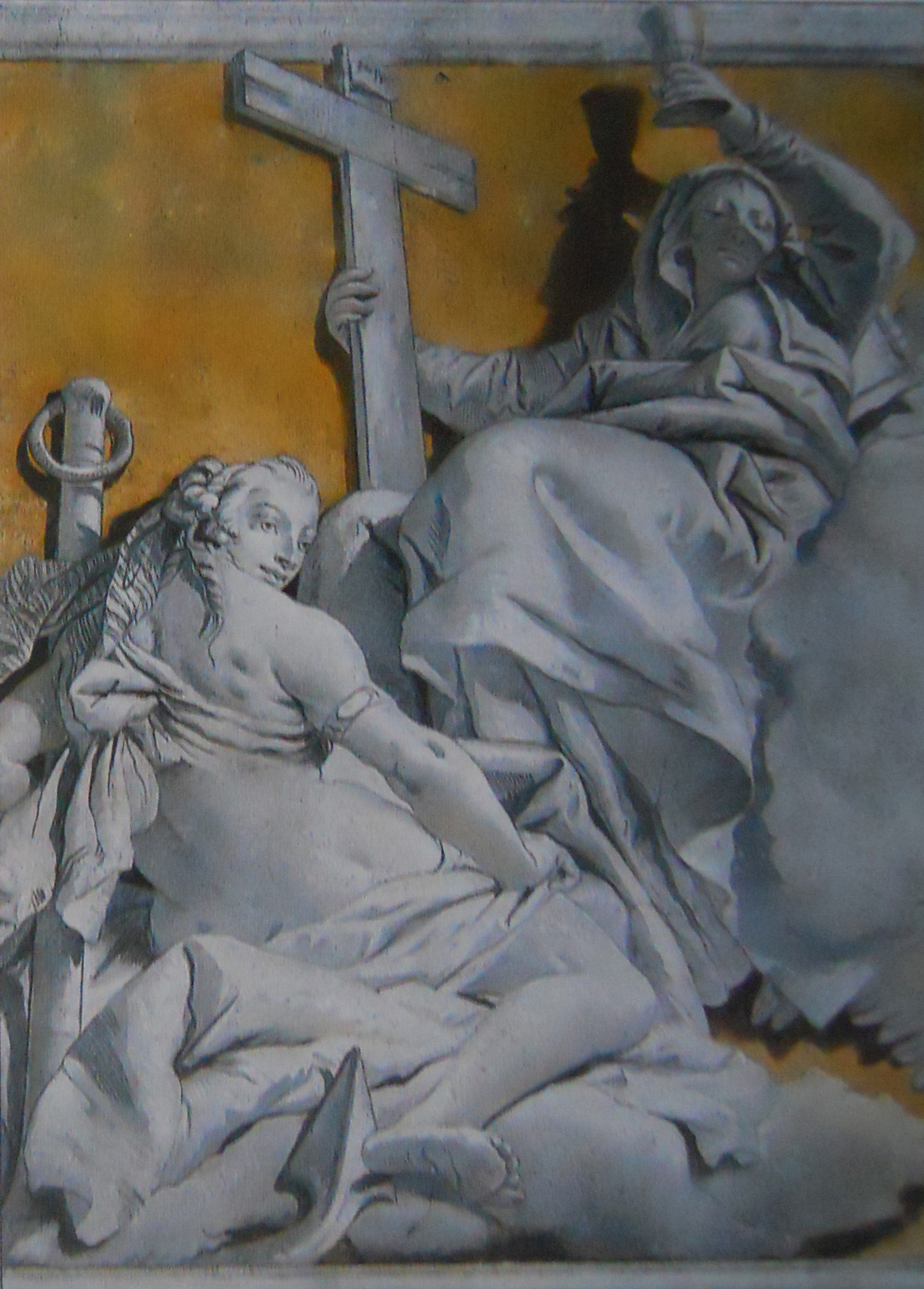
Fede e Speranza
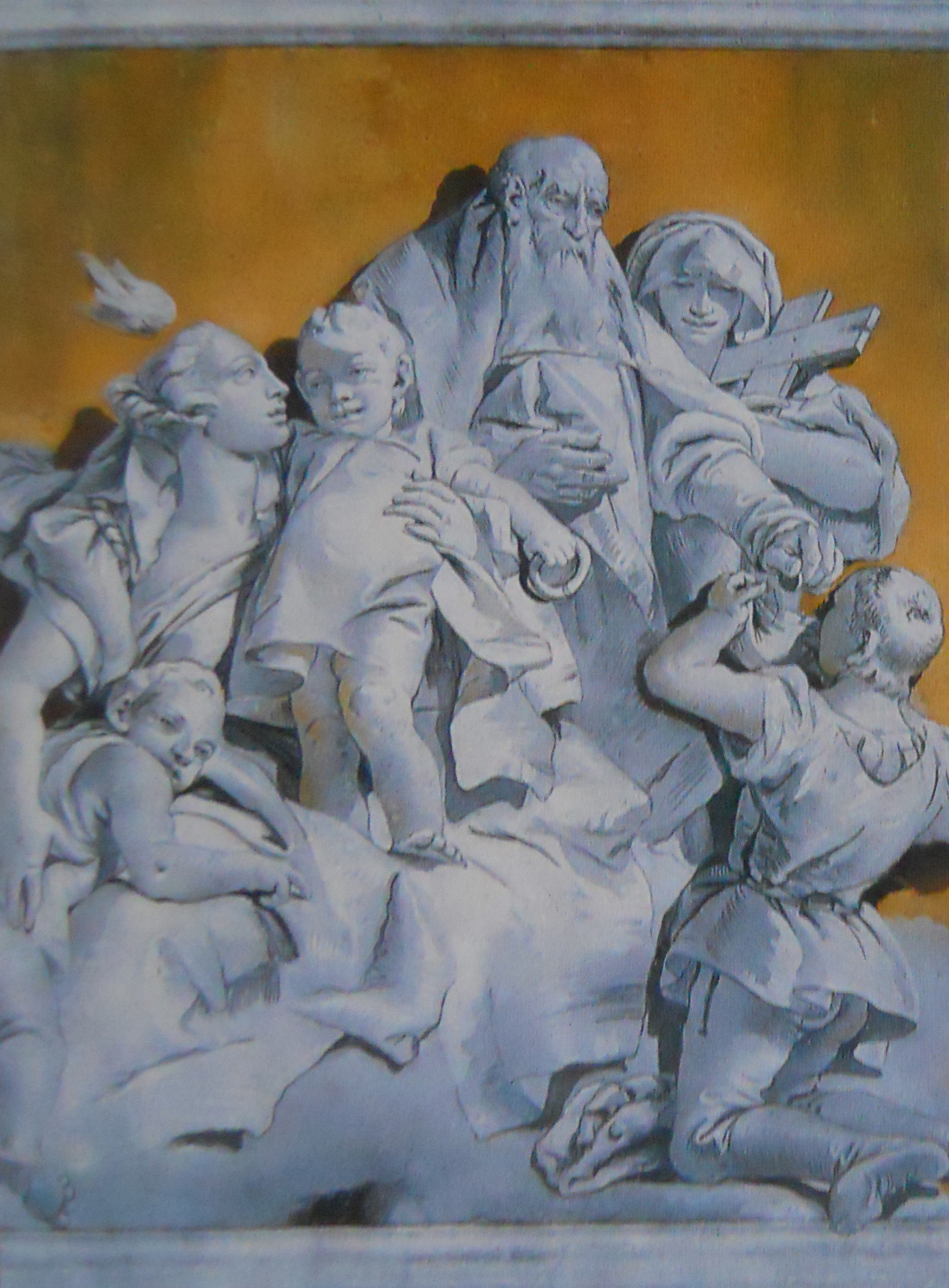
Carità